# Hitrádio Vysočina
Hitrádio Vysočina je regionální rádio vysílající v kraji Vysočina. Vzniklo v roce 1995 a vysílání začalo 9. října 1995 úderem páté hodiny ranní pod názvem Radio Vysočina. Zaměřuje se na posluchače kolem 20 až 40 let a jeho denní poslechovost je průměrně 100 000 posluchačů. Rádio zřídilo v roce 2004 tzv. Linku řidičů. V roce 2010 radio slavilo 15. narozeniny a to koncertem několika interpretů v jihlavském domě kultury.

## Moderátoři Hitrádia Vysočina
2024/25
Všední dny:
- 6:00 - 9:00 po-čt Michal Knejp & Kateřina Pechová (CELOPLOŠNÉ VYSÍLÁNÍ Z PRAHY PRO VŠECHNY HITRADIA)
- 6:00 - 9:00 pá Michal Knejp (CELOPLOŠNÉ Z PRAHY)
- 9:00-12:00 Markéta Zušťáková
- 12:00-15:00 Jirka Doležal
- 15:00-19:00 Marek Grande & Petr Janáček
- 19:00 - 22:00 Michal Klein (CELOPLOŠNÉ Z PRAHY)
- středa 19:00 - 22:00 Leona Gyöngyösi a písničky na přání (CELOPLOŠNÉ Z PRAHY)

Víkend:
- 7:00 - 13:00 Leona Gyöngyösi (CELOPLOŠNÉ Z PRAHY)
- 13:00-19:00 Klára Singerová ,Dominika Fišerová ,Markéta Báťová ,Lukáš Pohůnek

Po jarním odchodu v roce 2009 několika moderátorů má Hitrádio Vysočina v roce 2010 tento tým moderátorů:
- Pavel Bláha
- Josef (Joža) Kolář
- Milan Řezníček
- Jiří Doležal
- Petr Janáček
- Ondřej Beníček
- Lydie Lee Jakubičková
- Helena Dvořáková
- Markéta Zušťáková
- Emanuel Míšek

A tyto moderátory zpravodajství:
- Tomáš (Kachna) Kratochvíl
- Tomáš Novák
- Martin Lank
- Zuzana Kuklová
- Jana Zuščicová

V roce 2016 moderátorský team tvoří:
- Jirka Doležal - Ranní show, 4:55 - 9:00
- Hela Dvořáková - Ranní show, 4:55 - 9:00
- Markéta Zušťáková - Každé všední dopoledne, 9:00 - 13:00
- Milan Řezníček - Každé všední odpoledne, 13:00 - 17:00
- Marek Grande - Vždy ve všední den v podvečer, 17:00 - 19:00
- Pavel Bláha - Víkendové dopoledne, 8:00 - 12:00
- Petr Janáček, Víkendové odpoledne, 14:00 - 19:00[3]

Team zpravodajců tvoří v roce 2016:
- Zuzana Kuklová
- Markéta Báťová
- Petra Seizi[4]

## Hitpanorama - byl hudební speciál Hitrádia Vysočina
Každou středu, po osmé večer, moderátor Josef Kolář a jeho kolega Pavel Bláha nabízeli posluchačům ty největší a nejlepší písně. Byla pouštěna především hudba z 80. a 90. let. Poslední Hitpanoramu mohli posluchači slyšet 9. září 2009 od 20:00 - 24:00. Nástupcem tohoto oblíbeného pořadu se stala tzv. "Osmdesátka" - kterou moderoval René Hnilička a byla vysílána každý všední den od 18:00 hodin, a o víkendu pořad s názvem "Devadesátka" naladitelný od 18:00 hod. - který moderoval Pavel Bláha. Oba tyto pořady byly předtáčené. Nyní je možné naladit na vlnách Hitrádia Vysočina živý pořad s názvem "Osmdesátka a Devadesátka". Osmdesátku je možné poslouchat každý všední den od 20:00 a Devadesátku od 21:00. Celý dvojpořad nyní moderuje Pavel Bláha.

## Frekvence
| Město          | Vysílací Frekvence |
| -------------- | ------------------ |
| Jihlava        | 94,3 FM            |
| Třebíč         | 95,8 FM            |
| Velké Meziříčí | 91,2 FM            |

## Poslechovost
Podle průzkumu poslechovosti RadioProjekt (4. čtvrtletí 2017 + 1. čtvrtletí 2018) má Hitrádio Vysočina v rámci celé České republiky denní poslechovost 53 tisíc posluchačů. S denní poslechovostí 46 tisíc posluchačů je druhou nejposlouchanější stanicí celkem a nejposlouchanější regionální rozhlasovou stanicí v kraji Vysočina.